# Миньков (деревня)
Миньков (бел. Мінькаў) — деревня в Заболотском сельсовете Рогачёвского района Гомельской области Беларуси.

## География

### Расположение
В 15 км на юго-запад от районного центра и железнодорожной станции Рогачёв (на линии Могилёв — Жлобин), 136 км от Гомеля.

### Гидрография
На севере и западе мелиоративные каналы.

## Транспортная сеть
Транспортные связи по просёлочной, а затем автодороге Бобруйск — Гомель. Планировка состоит из прямолинейной меридиональной улицы, а по второй стороне канала — ещё одна улица. Застройка деревянная, усадебного типа.

## История
По письменным источникам известна с XIX века как селение в Луковской волости Рогачёвского уезда Могилёвской губернии. В 1881 году работал хлебозапасный магазин. Согласно переписи 1897 года действовала школа грамоты. В 1909 году в деревне было 522 десятины земли. В начале 1930-х годов организован колхоз «Красный Миньков», работали 2 ветряные мельницы. Во время Великой Отечественной войны каратели сожгли в 1944 году 25 дворов и убили 8 жителей. 30 жителей погибли на фронте. Согласно переписи 1959 года в составе колхоза имени М. И. Калинина (центр — деревня Заболотье).

## Население
- 1850 год — 22 двора, 148 жителей.
- 1881 год — 28 дворов, 206 жителей.
- 1897 год — 66 дворов, 465 жителей (согласно переписи).
- 1940 год — 82 двора, 412 жителей.
- 1959 год — 332 жителя (согласно переписи).
- 2004 год — 34 хозяйства, 65 жителей.